# Селонг (район)
Село́нг (індонез. Selong) — один з 20 районів округу Східний Ломбок провінції Західна Південно-Східна Нуса у складі Індонезії. Розташований у центральній частині. Адміністративний центр — селище Кхусус-Кота-Селонг.
Населення — 85116 осіб (2012; 83892 в 2011, 82627 в 2010, 74883 в 2009, 73889 в 2008).

## Адміністративний поділ
До складу району входять 10 селищ та 2 села:
| Населений пунт             | Населення, осіб (2010) |
| -------------------------- | ---------------------- |
| Денгген, село              | 3269                   |
| Денгген-Тімур, село        | 2749                   |
| Келаю-Джоронг, селище      | 4830                   |
| Келаю-Селатан, селище      | 4889                   |
| Келаю-Утара, селище        | 5127                   |
| Кембанг-Сарі, селище       | 5474                   |
| Кхусус-Кота-Селонг, селище | 10983                  |
| Маджіді, селище            | 7693                   |
| Панчор, селище             | 15819                  |
| Ракам, селище              | 5966                   |
| Сандубая, селище           | 5562                   |
| Секартеджа, селище         | 10266                  |